# Robert Mansergh
Pour les articles homonymes, voir Mansergh.
Eric Carden Robert Mansergh (1900 – 1970), est un général britannique.

## Biographie
Robert Mansergh est né en Afrique du Sud. Il a étudié au Cap et ensuite à la Académie royale militaire de Woolwich à Woolwich. Il sert dans l'armée britannique en Irak entre 1931 à 1935.

### Deuxième Guerre mondiale
Il sert dans la Royal Artillery en Éthiopie et en Érythrée. En Libye, en Irak, en Iran et en Birmanie.
En 1944, il est promu général, il commande 5e division indienne.

### Carrière après 1945
Il sert en Inde de 1948 à 1949. Il sert comme commandant des forces britanniques à Hong Kong entre 1949 à 1951. Il sert en Europe entre 1951 à 1956. Il sert en Angleterre entre 1956 à 1959.
Il se retire de l'armée en 1959.